# کریم بخش سعیدی

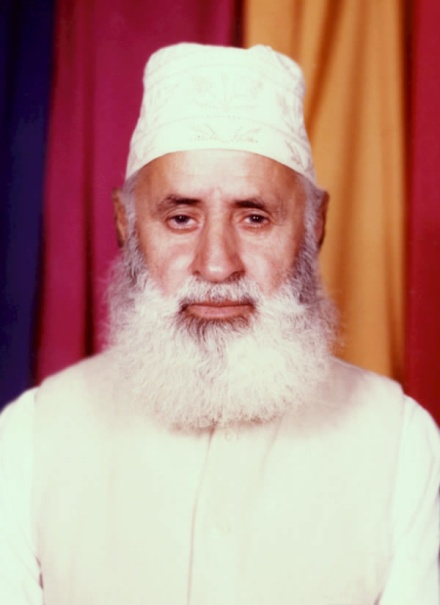
کریم بخش سعیدی

کریم بخش سعیدی سیاست‌مدار ایرانی بود، که در سال ۱۳۴۶ ه.ش دوره بیست و دوم مجلس شورای ملی با اکثریت قاطع آرا‌ی مردم به مجلس شورای ملی راه یافت و از طریق کرسی مجلس تلاش در پیشرفت و آبادانی نمود. وی در دوره‌های بیست و سوم و بیست و چهارم نیز از حوزه‌ی ایرانشهر و سپس حوزه‌ی چابهار از استان سیستان و بلوچستان در مجلس شورای ملی حضور داشت.

## زندگی نامه
کریم بخش سعیدی فرزند  نواب خان بلیده‌ای است که بر راسک، پیشین، هیت و باهوکلات حکومت می‌کرد. وی سال 1299هـ.ش در راسک (مرکز فعلی شهرستان سرباز) متولد شد. تحصیلات خود را در تربت (اکنون در پاکستان) آغاز و در کراچی و بمبئی ادامه داد و مدرک دیپلم را از مدارس انگلیسی هند اخذ نمود.
دوره‌ی جوانی وی با گسترش نفوذ حکومت مرکزی مصادف بود و با پدرش دو بار جلای وطن نمود. در دوران تحصیل در پاکستان همراه جوانان مسلم لیگ به فعالیت سیاسی پرداخت. پس از شهادت پدرش، زعامت خاندان بلیده‌ای بر دوش وی قرار گرفت. کریم بخش سعیدی فردی صلح‌طلب، منطقی و واقع‌بین بود. با نفوذ مردمی که داشت در دوران نمایندگی و قبل از آن نیز سعی بسیار در ایجاد روابط مناسب بین مردم بلوچ و حکومت مرکزی و منطقی نمودن تعامل بین آن‌ها داشته و در جهت محرومیت‌زدایی بلوچستان تلاش می‌کرد که در این زمینه گام‌های بلندی نیز برداشت. در جریان تنش بین دولت و خوانین بلوچ در دهه‌ی30 نقش بسزایی جهت خاتمه غایله ایفا نمود و با حمایت از مرادخان ریگی -که عضو جبهه ملی (مصدق) بود- برای نمایندگی دوره‌ی هفدهم مجلس و به کمک وی و سرلشکر کیکاووسی توانست زمینه رفع اختلاف بلوچ‌ها با دولت مرکزی را فراهم نموده، بزرگان شیرانی و سردارزهی را از بند آزاد سازد. ایشان در دوره بسط و تسلط دولت مرکزی بر بلوچستان و درسال 1346هـ.ش –دوره‌ی بیست و دوم مجلس شورای ملی- با اکثریت قاطع آرا‌ی مردم به مجلس راه یافت و از طریق کرسی مجلس تلاش در پیشرفت و آبادانی بلوچستان نمود. وی در دوره‌های بیست و سوم و بیست و چهارم نیز از حوزه‌ی ایرانشهر و سپس حوزه‌ی چابهار به مجلس رفت. وی در رقابت با حزب ایران نوین با حزب مردم همکاری داشت.
ایشان به تحصیل جوانان بلوچ اهتمام ویژه داشت و برای کمک به تحصیلات دانش‌آموزان بی‌بضاعت بلوچ در آن زمان که فقط در زاهدان دبیرستان وجود داشت از طریق جمعیت شیر و خورشید (هلال احمر) برای آنان خوابگاه و پس از مدتی کمک هزینه‌ی تحصیلی گرفت و برای توسعه‌ی مدارس تلاش وافر نمود. همچنین در اوایل دوران نمایندگی از دانشگاه‌های تهران، اصفهان و فردوسی مشهد سهمیه‌ی اختصاصی برای بلوچستان گرفت تا راه تحصیلات عالیه را برای آنان هموارتر سازد و در نهایت با کوشش بسیار توانست مجوز دانشگاه بلوچستان را اخذ و برای تأسیس آن تلاش و پیگیری نماید. روزی دانشجویی اهل ایرانشهر به وی مراجعه می‌کند و اظهار می‌دارد که توانایی پرداخت شهریه دانشگاه را ندارد، کریم بخش سعیدی سفارش نامه‌ای برایش خطاب به دکتر نهاوندی می‌نویسد آن فرد نامه را با تردید می‌گیرد و گمان می‌کند ایشان قصد دست به سر کردنش را دارد، سعیدی که تردید وی را می‌بیند به او می‌گوید شما نگران شهریه نباشید اگر دانشگاه همکاری نکرد، لازم باشد کت و شلوارم را می‌فروشم اما اجازه نمی‌دهم بخاطر شهریه از تحصیل محروم شوید.
وی اساس آبادانی یک منطقه را در داشتن «آب، راه و دانش» می‌دانست. در همین راستا قبل از نمایندگی و همچنین دوران نمایندگی مجلس شورای ملی برای احداث سد بر رودخانه‌ی سرباز تلاش و پیگیری زیادی نمود و توانست موفقیت‌هایی را در این زمینه کسب کند و احداث سد پیشین در اثر تلاش‌های ایشان آغاز گردید. وی برای یافتن محل مناسب برای ساخت سد شخصاً به همراه مهندسین مشاور مسیر رود سرباز را با شتر سفر نمود. همچنان وی برای رونق کشاورزی بسیار تلاش نمود و کاشت درختان گرمسیری و توسعه‌ی مرکبات در بلوچستان حاصل تلاش ایشان است. در زمینه‌ی راهسازی نیز وی با سختی بسیار توانست موافقت دولت برای احداث راه ایرانشهر به چابهار را از مسیر سرباز و دشتیاری اخذ نماید و با ساخت راه ترانزیتی در نزدیکی مرز پاکستان به تجارت و مبادلات مرزی این منطقه رونق دهد. این جاده قبلاً توسط دولت برای اهداف صرفاً نظامی و برای اتصال پایگاه هوایی و دریایی کنارک به مرکز و از مسیر دیگری در نظر گرفته شده بود.
کریم بخش سعیدی برای فرهنگ و ادب بلوچی نیز ارزش فراوانی قایل بود و برای شناساندن ادبا و شعرای بلوچ و ایجاد ارتباط بین آنان و اداره‌ی فرهنگ کوشش بسیار نمود. از جمله تلاش زیادی برای شناساندن مولوی عبدالله روانبد عالم و شاعر نامی بلوچ به وزارت فرهنگ نمود.
در سال1358 ایشان به همراه سایر سران طوایف بلوچ مدتی را به پاکستان رفت. اما در سال1365 با تقاضای وی برای بازگشت به وطن موافقت شد و چند ماهی را در زاهدان در بازداشت گذراند و سپس تا وفاتش در1367 مجاز شد که فقط در تهران زندگی نماید. او یک سال قبل از وفاتش اجازه یافت برای آخرین بار به بلوچستان سفر نموده و با مردم دیدار نماید. وی در 11خرداد1367 در تهران بر اثر عارضه قلبی درگذشت.
وی فردی بسیار متدین بود و با علمای برجسته بلوچستان بخصوص مولوی عبدالعزیز ملازاده روابط حسنه‌ای داشت. مشهور بود که از جوانی قیام اللیل را ترک نگفته است. سخاوت بسیار داشت، از کینه‌توزی و انتقام‌جویی دوری می‌جست و با داشتن قدرت عفو می‌کرد. در یاری به علما و دانش‌آموزان و دانشجویان جهدی فراوان داشت و سعی وافر در پیشرفت بلوچ و بلوچستان نمود و بسیار وطن دوست بود. بررسی فعالیت‌های نمایندگان بلوچستان در مجلس آشکارا بیانگر آنند که تاکنون فعال‌ترین نماینده در ایجاد زیرساخت‌های بنیادین عمرانی و فرهنگی بلوچستان کریم بخش سعیدی بوده است

## اظهارات جنجالی در پارلمان ملی

### اظهارات حاج کریم بخش سعیدی درباره نخست وزیر هویدا[۳]
در 30 آبان 1350 کریم بخش سعیدی عضو فراکسیون پارلمانی حزب مردم در یک صحبت خصوصی درباره علت جدایی آقای نخست وزیر و همسرش اظهار داشت در مسافرتی که نخست وزیر به اتفاق همسرش به شاهرود رفته بود در آنجا با زن بانفوذی به نام لقاءالدوله که فامیل هویدا نیز هست ملاقات و به انجام امور مملکتی نیز می پردازد.
پس از ورود و اتمام تشریفات دولتی هویدا به خانم لیلا می گوید تو در منزل لقاءالدوله بمان چون من باید با مقامات محلی ملاقات کنم و شام را نزد آنها باشم موقع خوابیدن نزد شما خواهم آمد پاسی از شب گذشته از آمدن آقای هویدا خبری نمی شود و خانم هویدا به بهانه گردش در شهر از خانه لقاءالدوله خارج و به خانه فرماندار شاهرود می رود چون مامورین گارد او را می شناخته اند طبعا مانع نمی شوند و خانم هویدا سرزده وارد اطاقی که نخست وزیر در آنجا استراحت می کرده است می شود ولی با کمال تعجب مشاهده می کند که هویدا با یک پسربچه که از قرار معلوم به وسیله فرماندار برای او آورده شده مشغول لواط می باشد.
مشاهده این منظره باعث ناراحتی شدیدی برای خانم هویدا می شود و بلافاصله منزل را ترک و در تهران از هویدا تقاضای طلاق می کند.
توضیحات سند:
1ـ این گزارش به شکل دیگری نیز نقل شده است : تاریخ : 2 /11 /50 شماره : 28298 /20 ه 22 به : 322 از : 20 ه 22 موضوع : آقای هویدا و دکتر برهمن فرماندار کل همدان در مورخه 27 /10 /50 آقای نصرت اللّه فیروز کارمند اداره بودجه و تشکیلات در منزل خود در حضور آقایان منوچهر ربیعی معاون اداره تشکیلات و طالبی کارمند بانک ملی شعبه بازار اظهار داشت خانم لیلا امامی چون دفعتا وارد منزل می شود ملاحظه می کند که آقای برهمن فرماندار کل سابق سمنان با آقای نخست وزیر مشغول عملیات بوده است روی این اصل ایشان تقاضای طلاق نموده است.